# Sun Eater
Sun Eater är det amerikanska death metal-bandet Job for a Cowboys fjärde studioalbum, släppt november 2014 av skivbolaget Metal Blade Records.

## Låtförteckning
1. "Eating the Visions of God" – 6:30
2. "Sun of Nihility" – 5:33
3. "The Stone Cross" – 3:40
4. "The Synthetic Sea" – 4:50
5. "A Global Shift" – 3:58
6. "The Celestial Antidote" – 6:08
7. "Encircled by Mirrors" – 4:46
8. "Buried Monuments" – 4:56
9. "Worming Nightfall" – 6:20

- Text och musik: Job for a Cowboy (spår 1–5, 7–9), Bobby Thompson (spår 6)

## Medverkande
Musiker (Job for a Cowboy-medlemmar)
- Jonny Davy – sång
- Tony Sannicandro – gitarr
- Alan Glassman – gitarr
- Nick Schendzielos – basgitarr

Bidragande musiker
- Danny Walker – trummor
- Jason Suecof – sologitarr (spår 2)
- George "Corpsegrinder" Fisher – sång (spår 4)

Produktion
- Jason Suecof – producent, ljudtekniker, ljudmix
- Peter Sanicandro – ljudtekniker
- Ronn Miller – ljudtekniker
- Eyal Levi – ljudtekniker
- John Douglass – ljudtekniker
- Stinky – ljudtekniker
- Brian J. Ames – omslagsdesign
- Tony Koehl – omslagskonst